# Christian Wenning
Christian Wenning (* 1974 in Münster, Westfalen) ist ein deutscher Lobbyist.
Wenning studierte politische Wissenschaft in Heidelberg und Paris, schloss mit dem Magister artium ab und arbeitete danach als Mitarbeiter von Bundestagsabgeordneten, u. a. von Angela Merkel. Er war von 2004 bis 2006 Bundesvorsitzender der Jungen Europäischen Föderalisten in Deutschland und damit Mitglied im Präsidium der Europa-Union Deutschland. Von 2006 bis 2008 war er Vertreter der JEF und des Deutschen Bundesjugendringes im Vorstand des Netzwerks Europäische Bewegung Deutschland. Von 2010 bis 2014 war Wenning ehrenamtlicher Generalsekretär der Union Europäischer Föderalisten (Brüssel). Von 2011 bis 2017 war Wenning als Vertreter der UEF Mitglied im Vorstand der Europäischen Bewegung International.
Hauptberuflich war Wenning 2005–2009 beim Telekommunikationsunternehmen Arcor und 2009–2011 beim Tabakhersteller Philip Morris International tätig. Seit 2014 ist er Geschäftsführer der Unternehmensberatung Erste Lesung.

## Autorenschaft
- Kapitel „Die Grundprinzipien der Kompetenzordnung“ sowie „Die Zuständigkeiten in der Union“ in: Carsten Berg, Kristian Kampfer (Hrsg.): Verfassung für Europa. Taschenkommentar für Bürgerinnen und Bürger. W. Bertelsmann Verlag, Bielefeld 2005, ISBN 3-7639-3371-9 (Herausgegeben von der Europa-Union Deutschland).
- Artikel „Brüssel: Lobbying ohne Hinterzimmer“, Politik&Kommunikation, Ausgabe 116/16, https://www.politik-kommunikation.de/ressorts/artikel/bruessel-lobbying-ohne-hinterzimmer-2105328185
- Artikel „Wir sind was wir sind – Werte in den Vereinigten Staaten von Europa“ in: Melchert/Magerl/Rauer (Hrsg.): Vereinigte Staaten von Europa - Vision für einen Kontinent, Polisphere Verlag, Berlin 2007, ISBN 978-3-938456-61-3